# Theaterakademie Vorpommern

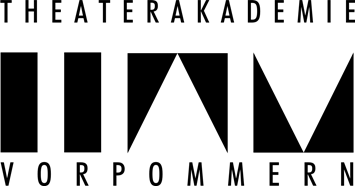
Logo der Theaterakademie Vorpommern – kurz 'TAV'

Die Theaterakademie Vorpommern in Zinnowitz auf der Insel Usedom ist die Schauspielschule der Vorpommerschen Landesbühne Anklam. Sie wurde im Jahr 2000 gegründet und ist seit 2005 als Höhere Berufsfachschule für Theaterarbeit staatlich anerkannt.
Die Berufsausbildung zum staatlich anerkannten Schauspieler orientiert sich an den Theatermethoden von Konstantin Stanislawski, Bertolt Brecht und Lee Strasberg und geht vier Jahre. Für die Ausbildung stehen drei Probebühnen, ein Bewegungs- und Ballettsaal, zwei Sprecherziehungs- und zwei Musikzimmer, ein Seminarraum und eine Bibliothek zur Verfügung. Die studienorientierten Inszenierungen werden öffentlich aufgeführt. Spielstätten sind das Theater Anklam, die „Blechbüchse Zinnowitz“, die „Barther Boddenbühne“ in Barth, die Vineta-Festspiele in Zinnowitz, die Schlossinsel in Wolgast und das „Chapeau Rouge“ in Heringsdorf.
Neben den Eigenproduktionen der Akademie, bei denen es sich um Studioinszenierungen während des Studiums beziehungsweise Abschlussinszenierungen handelt, sieht die Theaterpraxisorientierung eine frühzeitige Einbeziehung der Auszubildenden in die Produktionen der Vorpommerschen Landesbühne Anklam vor. 2005 wurde ein Kooperationsvertrag mit dem Mecklenburgischen Staatstheater Schwerin geschlossen. Im vierten praktischen Ausbildungsjahr werden die Absolventen in das Schauspielensemble der Vorpommerschen Landesbühne integriert. Die Eleven werden neben den Szenenstudien in den Fächern Sprecherziehung, Stimmbildung, Liedinterpretation, Chor, Bewegung, Fechten, Akrobatik, Musiktheorie und Theaterwissenschaften unterrichtet. Sie bekommen auch die Möglichkeit, sich während der Ausbildung in anderen Bereichen auszuprobieren und weiterzuentwickeln. Dazu zählen unter anderem die Erarbeitung eines Puppenspiels, Arbeiten im Tonstudio der Vorpommerschen Landesbühne, Kameratraining sowie Seminare in Dramaturgie und Filmgeschichte. Während der Sommerspielzeit sind die Eleven der Theaterakademie in die Sommerproduktionen der Vorpommerschen Landesbühne eingebunden, zu denen die Vineta-Festspiele, der Barther theatergarten und die Schlossinsel-Festspiele zählen.
Die Auszubildenden dieser privaten Einrichtung zahlen kein Schulgeld, sondern erhalten eine Ausbildungsvergütung.
Die Leitung der Schule obliegt seit 2019 Wolfgang Bordel, während Oliver Trautwein seit der Spielzeit 2019/2020, als Nachfolger von Swentja Krumscheidt, verantwortlich für die Schauspielausbildung ist.